# Felix Ferdinand Grönfeldt
Felix Ferdinand Grönfeldt, ursprungligen Orädder, född 14 januari 1828 i Viborg, död 16 april 1901 i Karlskoga församling, var en svensk läkare och veterinär som råkade ut för de ryska myndigheterna enär han hjälpt ryssar i deras flykt från Ryssland genom Sverige till England.

## Uppväxtåren
Felix Ferdinand Grönfeldt föddes i Viborg, som då var en del av Storfurstendömet Finland. Grönfeldt tog studentexamen i medicin vid Helsingfors universitet och fortsatte sedan sina studier vid veterinärinstitutet i Stockholm. Dock avslutade han inte sin examen där på grund av att han plötsligt var tvungen att lämna institutet.

## Karriär
Grönfeldt fann sig själv i tjänst hos överste von Knorring, där han tillämpade sina veterinärkunskaper på godset Kolltorp. 1853 anlände han till Karlskoga och blev utsedd till distriktsveterinär för socknen efter att ha tagit över G. V. Sjöstedts position i oktober samma år. 1879 blev han legitimerad veterinär genom kunglig dispens.
Under början av 1880-talet lät Grönfeldt uppföra Grönfeltsgården i Karlskoga, som är belägen vid sjön Möckelns norra strand, på den mark inom Bregården som han lät förvärva 1873. Innan dess hade han bott på olika platser runt om i Karlskoga, såsom Källmo, Gälleråsen och Bregården.

## Familj
Felix Ferdinand Grönfeldt var son till skräddaren Anders Orädd. Han var far till apotekaren Gustaf Felix Grönfeldt, som grundade läkemedelsföretaget Pharmacia, och till kvinnorättskämpen Anna Grönfeldt. Han var gift två gånger. I hans första äktenskap med Maria Hedengren (1843–1877), föddes sonen, och i hans andra äktenskap, med Emilia Jansson (1844–1917), föddes dottern. De gifte sig år 1877 i Karlskoga kyrka.
Grönfeldt avled 1901 i Karlskoga till följd av levercancer. Han var 73 år gammal vid sin bortgång. Efter hans död begravdes han på Gamla kyrkogården i Karlskoga.